# Max Martin
Karl Martin Sandberg (sinh ngày 26 tháng 2 năm 1971), thường được biết đến với nghệ danh Max Martin, là một nam nhạc sĩ kiêm nhà sản xuất thu âm người Thụy Điển. 
Ông là người phá vỡ rào cản của nhà sản xuất và nhạc sĩ vào cuối những năm 1990 sau khi đã sáng tác nên hàng loạt những ca khúc hit cho các ca sĩ nhạc pop như: Backstreet Boys, Britney Spears, 'N Sync và Robyn, một số ca khúc hit do ông sáng tác ở thời kỳ này có thể kể đến, như: "I Want It That Way", "...Baby One More Time", "Larger Than Life", "Show Me the Meaning of Being Lonely", "Oops!... I Did It Again", "Everybody (Backstreet's Back)", "That's the Way It Is" và "It's My Life".
Max Martin được biết đến vào cuối những năm 1990 và đầu những năm 2000 với các bài hát danceable, keyboard-laden pop pha trộn các phong cách âm nhạc như funk, heavy metal và europop. Tuy nhiên, với hai bài hát hit là "Since U Been Gone" và "Behind These Hazel Eyes" mà ông viết cho Kelly Clarkson, Martin bước vào tâm điểm chú ý sau khi tái phát minh một âm thanh đá nhuốm màu, nặng hơn.
Từ năm 2008, ông đã viết (hoặc đồng sáng tác) hàng loạt đĩa đơn hit toàn cầu, có thể kể đến như: "So What" và "Raise Your Glass" của Pink, "Hot n Cold", "I Kissed a Girl", "E.T.", "Teenage Dream", "California Gurls", and "Last Friday Night (T.G.I.F.)", của Katy Perry, "My Life Would Suck Without You" của Kelly Clarkson, và "3" của Britney Spears. Từ năm 2010, Max đã đồng sáng tác 10 đĩa đơn nằm trong top 10, như "Dynamite" của Taio Cruz, "DJ Got Us Fallin' in Love" của Usher, "Whataya Want From Me" của Adam Lambert, "F**kin' Perfect" của Pink, "What the Hell" của Avril Lavigne và "Hold It Against Me", '"Till the World Ends" và "I Wanna Go" của Britney Spears.

## Sự nghiệp

### Backstreet Boys
Năm 1999 là một năm lớn của Martin. Ông đã viết, đồng tác giả và đồng sản xuất 7 trong số 12 bài hát trong album Millennium của Backstreet Boys. "I Want It That Way", một bài hát mà Martin đồng sáng tác với Andreas Carlsson và đồng sản xuất với Kristian Lundin, đã trở thành hit toàn cầu và cho đến nay nó vẫn còn phổ biến. Millennium đã bán được hơn 1,1 triệu bản ngay trong tuần đầu tại Mỹ, thiết lập kỷ lục album bán chạy nhất trong tuần đầu (kỷ lục sau đó bị phá bởi 'N Sync với No Strings Attached), và là album bán chạy nhất tại Mỹ năm 1999. Khi làm việc trên album solo của riêng mình, sẽ được phát hành vào năm 2001 bởi hãng Stockholm Records, Lisa Miskovsky đã gửi văn bản cho Backstreet Boys bài hát mới "Shape of My Heart" do Max Martin và Rami sáng tác. Bài hát đã trở thành đĩa đơn đầu tiên trong album mới của nhóm Black & Blue. Trong tuần đầu tiên phát hành, "Shape of My Heart" ngay lập tức lọt vào Top 5 ở Thụy Điển (# 1), Na Uy (# 1), Canada (# 1), Đức (# 2), Thụy Sĩ (# 4), Áo (# 5) và Hà Lan (# 5), Black & Blue, có một số bài hát được viết và sản xuất bởi Martin, đã bán 1,6 triệu bản trong tuần đầu tại Mỹ. Martin lại nhận được ASCAP của giải thưởng "Nhạc sĩ của năm" cả hai năm 2000 và 2001, và là nhạc sĩ đầu tiên nhận được giải thưởng ba năm liên tiếp. Một thời gian sau đó, nhóm hợp tác lại với Martin trong album This Is Us.

### Britney Spears
Trong năm 1998, Martin đã viết "...Baby One More Time" cho Britney Spears (ca khúc này ban đầu được viết cho Backstreet Boys, và TLC, nhưng họ đã từ chối), ca khúc này sau đó cùng với giọng hát của Britney Spears đã trở thành hiện tượng toàn cầu, khi dẫn đầu tại nhiều quốc gia và bán được hơn 9 triệu bản. Đĩa đơn này cũng là đĩa đơn hit quốc tế lớn nhất của Britney cho đến nay. Sau đó, Martin đã bắt tay thực hiện album đầu tay cho cô, album này đã bán hơn 25 triệu bản trên toàn thế giới, trở thành một trong những album bán chạy nhất mọi thời đại. Martin là công dân không phải người Mỹ đầu tiên giành chiến thắng giải thưởng uy tín của ASCAP dành cho "Nhạc sĩ của năm" vào năm 1999.
Martin đã làm việc với Britney trong 3 album phòng thu đầu tiên theo phong cách teen-pop. Tuy nhiên, khi thực hiện album In the Zone năm 2003, cô quyết định từ bỏ thể loại này. Bộ đôi này đã tạm ngừng hợp tác, và Martin cũng không sáng tác hoặc sản xuất bài hát nào trong album Blackout. Tuy nhiên, năm 2008, theo yêu cầu của Britney, Martin đã viết bài hát cho album mới Circus của Britney, và bài hát đó là "If U Seek Amy", đã được lựa chọn bởi người hâm mộ là đĩa đơn thứ ba trích từ album. Trong tháng 7 năm 2009, Britney đăng trên tài khoản Twitter của mình rằng cô đang ở trong phòng thu tại Stockholm, Thụy Điển với Martin. Sau đó, vào ngày 29 tháng 9 năm 2009, đã được thông báo rằng Martin đã làm việc với Spears trong album tổng hợp sắp tới của cô. Martin đã sản xuất ca khúc "3", bài hát ra mắt ở vị trí #1 trên bảng xếp hạng Billboard Hot 100. Martin cũng là nhà sản xuất chính (cùng với Dr.Luke) trong album phòng thu thứ bảy của cô, Femme Fatale, phát hành ngày 29 tháng 3 năm 2011. "Hold It Against Me" đã được lựa chọn là đĩa đơn mở đường cho album, bài hát sau đó ra mắt ở vị trí #1 trên bảng xếp hạng Billboard Hot 100, giúp Britney trở thành người thứ hai sau Mariah Carey có hơn 1 đĩa đơn ra mắt tại vị trí #1 và đây cũng là đĩa đơn quán quân thứ 4 tại Mỹ của Britney. Martin cũng đồng sản xuất đĩa đơn thứ hai "Till The World Ends", đạt vị trí #3, "Inside Out", "I Wanna Go","Seal It with a Kiss", "Criminal" & "Up n' Down". Vào tháng 5 năm 2011, với việc chọn I Wanna Go là đĩa đơn thứ ba cho Femme Fatale, điều này đánh dấu lần thứ hai Martin đã sản xuất cả ba đĩa đơn đầu tiên trong một album Britney Spears, lần đầu tiên là với album "Oops!... I Did It Again".

### Katy Perry
Max Martin đã làm việc với Katy Perry từ album đầu tay của nữ ca sĩ cho đến hiện tại. Album One of the Boys bao gồm đĩa đơn quán quân "I Kissed a Girl", và đĩa đơn hit "Hot n Cold". Album Teenage Dream gần đây, bao gồm các đĩa đơn quán quân "California Gurls", "Teenage Dream", "E.T", ""Last Friday Night (T.G.I.F.)","The One That Got Away" và 2 ca khúc nằm trong "Teenage Dream (album của Katy Perry)" phiên bản Complete Confection "Part Of Me" và "Wide Awake". Album "PRISM" cùng với 2 ca khúc hit được chứng nhận kim cương (tương đương với 10.000.000 bản được bán ra) tại Hoa Kỳ "Roar (bài hát)", "Dark Horse (bài hát)" và một số single của album như "Birthday", "Unconditionally","This Is How We Do". Đĩa đơn "Rise (bài hát của Katy Perry)". "Witness (album của Katy Perry)"_ album phòng thu gần đây nhất của nữ ca sĩ với 1 single top 10 tại Hoa Kỳ "Chained To The Rhythm" và 2 đĩa đơn Hot 100 "Bon Appétit", "Swish Swish" và non-single "Hey Hey Hey (bài hát của Katy Perry)"

### Avril Lavigne
Max Martin đã làm việc với Avril Lavigne trong một số bài hát nằm trong album phòng thu thứ tư của cô, Goodbye Lullaby, bao gồm cả ba đĩa đơn "What the Hell", "Smile", "Wish You Were Here", và ca khúc "I Love You".

### Một số nghệ sĩ khác
Ngoài ra, Max Martin cũng từng hợp tác với một số nghệ sĩ, như: Céline Dion, Pink, Kelly Clarkson,...

## Đĩa đơn quán quânBillboardHot 100
1. 1999 - "...Baby One More Time" (Britney Spears)
2. 2000 - "It's Gonna Be Me" ('N Sync)
3. 2008 - "I Kissed a Girl" (Katy Perry)
4. 2008 - "So What" (P!nk)
5. 2009 - "My Life Would Suck Without You" (Kelly Clarkson)
6. 2009 - "3" (Britney Spears)
7. 2010 - "California Gurls" (Katy Perry hợp tác với Snoop Dogg)
8. 2010 - "Teenage Dream" (Katy Perry)
9. 2010 - "Raise Your Glass" (P!nk)
10. 2011 - "Hold It Against Me" (Britney Spears)
11. 2011 - "E.T." (Katy Perry hợp tác với Kanye West)
12. 2011 - "Last Friday Night (T.G.I.F.)" (Katy Perry)
13. 2012 - "Part of Me" (Katy Perry)
14. 2012 - "One More Night" (Maroon 5)
15. 2012 - "We Are Never Ever Getting Back Together" (Taylor Swift)
16. 2013 - "Roar" (Katy Perry)
17. 2014 - "Dark Horse" (Katy Perry hợp tác với Juicy J)
18. 2014 - "Shake it Off" (Taylor Swift)
19. 2014 - "Blank Space" (Taylor Swift)
20. 2015 - "Bad Blood" (Taylor Swift)
21. 2015 - "Can't Feel My Face" (The Weeknd)[7]

## Giải thưởng
- Swedish Dance Music Awards 1996
- Swedish Grammis Award năm 1997
- ASCAP's Nhạc sĩ của năm 1999-2001, 2011-2015
- Giải Grammy cho Nhà sản xuất của năm, Bán cổ điển